# Jerry Hughes
Jerry Ray Hughes Jr. (* 13. August 1988 in Sugar Land, Texas) ist ein US-amerikanischer American-Football-Spieler auf der Position des Defensive Ends. Zurzeit ist er ein Free Agent. Zuvor spielt er für die Indianapolis Colts, die Buffalo Bills und die Houston Texans in der National Football League (NFL).

## Frühe Jahre
Hughes besuchte die Stephen F. Austin High School in seiner Geburtsstadt, für die er in der Football- und Baseballmannschaft spielte. In der Highschoolfootballmannschaft war er zumeist als Runningback aktiv, nebenbei kam er auch noch als Kick Returner zum Einsatz. In seinem letzten Highschooljahr konnte er mit dem Ball für 1412 Yards und 19 Touchdowns laufen und zusätzlich noch drei Touchdowns fangen. Nach seinem Highschoolabschluss erhielt er ein Stipendium der Texas Christian University aus Fort Worth, Texas, für deren Footballmannschaft er von 2006 bis 2009 spielte. Dort wurde er unter Head Coach Gary Patterson jedoch noch vor seinem ersten Jahr zum Defensive End umgeschult. Nichtsdestotrotz kam er schon in seiner Rookie-Saison regelmäßig zum Einsatz, konnte dabei jedoch nur 3 Tackles und einen Sack erzielen. In den folgenden Jahren entwickelte er sich jedoch zu einem der besten Defensive Ends im College Football. Insgesamt kam er für die TCU in 49 Spielen zum Einsatz und konnte dabei 142 Tackles, 28,5 Sacks und 3 Interceptions erreichen, von denen er aus einer sogar einen Touchdown erzielte. Aufgrund dieser überzeugenden Leistungen erhielt er mehrere Auszeichnungen, so wurde er 2008 und 2009 jeweils ins First-Team All-American und ins First-Team All-MWC gewählt. Zusätzlich erhielt er die Lott Trophy sowie den Ted Hendricks Award als bester Defensive End im College Football, jeweils im Jahr 2009. Auch mit seiner Mannschaft war er erfolgreich, so konnten sie im Jahr 2009 die Mountain West Conference gewinnen. Zusätzlich gab es in den vorherigen Jahren 2 Siege im Poinsettia Bowl sowie einen Sieg im Texas Bowl, nach der Saison 2009 wurde das Spiel gegen die Boise State University um den Fiesta Bowl jedoch verloren.

## NFL

### Indianapolis Colts
Beim NFL Draft 2010 wurde Hughes in der 1. Runde an 31. Stelle von den Indianapolis Colts ausgewählt. Er war damit der erste Spieler der TCU seit LaDainian Tomlinson beim NFL-Draft 2001, der in der 1. Runde ausgewählt wurde. In der ersten Saison kam er jedoch nur als Backup zum Einsatz, sein NFL-Debüt gab er am 3. Spieltag der Saison 2010 beim 27:13-Sieg gegen die Denver Broncos. Insgesamt kam er in seiner Rookiesaison in 12 Spielen zum Einsatz, dabei jedoch in keinem Spiel als Starter und konnte nur 6 Tackles verzeichnen. Da die Colts zehn Spiele gewannen und dabei nur sechs verloren, konnten sie die AFC-South-Division gewinnen und sich somit für die Playoffs qualifizieren. Dort trafen sie in der ersten Runde auf die New York Jets, das Spiel wurde jedoch mit 16:17 verloren. Auch in diesem Spiel kam Hughes als Backup zum Einsatz.
Auch in der Saison 2011 kam er über seine Rolle als Backup nicht heraus. Seinen ersten Sack in der NFL konnte er am vierten Spieltag bei der 17:27-Niederlage gegen die Tampa Bay Buccaneers an Quarterback Josh Freeman erreichen. Beim 19:16-Sieg gegen die Houston Texans am 16. Spieltag stand er zum ersten Mal als Starter auf dem Feld. Auch in diesem Jahr kam er nur in 12 Spielen zum Einsatz, im folgenden Jahr etablierte er sich jedoch mehr in der Defense der Colts und kam in allen 16 Spielen zum Einsatz, davon in sechs von Beginn an. Erneut erreichte er mit den Colts die Playoffs, sie schieden jedoch wieder in der ersten Runde, diesmal mit 9:24 gegen die Baltimore Ravens, aus.

### Buffalo Bills
Am 29. April 2013 wurde Hughes im Austausch gegen Linebacker Kelvin Sheppard zu den Buffalo Bills getauscht. In seiner ersten Saison blieb er, wie zuvor bei den Colts, allerdings nur Backup. Sein Debüt für sein neues Team gab er am 1. Spieltag der Saison 2013 bei der 21:23-Niederlage gegen die New England Patriots, bei der er 3 Tackles und 0,5 Sacks verzeichnete. Am 6. Spieltag konnte er bei der 24:27-Niederlage gegen die Cincinnati Bengals erstmals über 10 Tackles in einem Spiel verzeichnen, nämlich 11. Dies ist auch bis heute seine Karrierebestleistung. Bei der 17:35-Niederlage gegen die New Orleans Saints am 8. Spieltag stand er erstmals für die Bills in der Startformation, dabei konnte er Quarterback Drew Brees einmal sacken. Insgesamt kam er in der Saison auf einen Karrierehöchstwert von 10 Sacks, dazu kamen 46 Tackles. In der folgenden Saison 2014 wurde er erstmals in seiner Karriere durchgehend Stammspieler. Er kam in allen 16 Spielen von Beginn an zum Einsatz und konnte erneut 10 Sacks erreichen. Am 13. Spieltag konnte er beim 26:10-Sieg gegen die Cleveland Browns einen Fumble von Runningback Terrance West erzwingen und in die gegnerische Endzone tragen. Dies war sein erster Touchdown in der NFL.
Vor der Saison 2015 unterschrieb er einen neuen Vertrag über 5 Jahre und 45 Millionen US-Dollar bei den Bills. Auch in den folgenden Jahren blieb er durchweg Stammspieler. Die 24:38-Niederlage gegen die Oakland Raiders am 13. Spieltag der Saison 2016 war sein 100. Spiel in der Liga. Nach der Saison 2017 erreichte er das erste Mal mit den Bills die Playoffs, doch auch dort schied er mit seinem Team direkt in der 1. Runde aus, diesmal mit 3:10 gegen die Jacksonville Jaguars. Es war jedoch das erste Playoffspiel, in dem Hughes von Beginn an spielte. In den Playoffs der Saison 2019 schieden sie erneut in der 1. Runde aus, diesmal mit 19:22 gegen die Houston Texans, und das, obwohl er Quarterback Deshaun Watson dreimal sacken konnte. Dies war sein Karrierehöchstwert an Sacks in einem Spiel. In der Saison 2020 konnte er beim 18:10-Sieg gegen die New York Jets die erste NFL-Interception seiner Karriere von Quarterback Sam Darnold fangen. Beim 48:19-Sieg gegen die Denver Broncos am 15. Spieltag konnte er den zweiten Touchdown seiner Karriere erzielen. Dabei konnte er einen Fumble von Drew Lock, den Tre’Davious White erzwungen hatte, aufnehmen und in die gegnerische Endzone tragen. Die Bills konnten in dieser Saison 13 Spiele gewinnen und verloren nur drei. Somit konnten sie erstmals seit 1995 die AFC-East-Division gewinnen und sich erneut für die Playoffs qualifizieren. Dort konnten sie in der ersten Runde sein altes Team, die Indianapolis Colts, mit 27:24 besiegen. In der zweiten Runde trafen die Bills auf die Baltimore Ravens. Beim 17:3-Sieg konnte Hughes Quarterback Lamar Jackson gleich zweimal sacken. Das anschließende AFC Championship Game wurde allerdings mit 24:38 gegen die Kansas City Chiefs verloren.
Auch in der Saison 2021 blieb er Stammspieler in der Defense der Bills, konnte allerdings statistisch nicht an die Leistungen der Vorjahre anknüpfen. Am 8. Spieltag konnte er beim 26:11-Sieg gegen die Miami Dolphins sowohl einen Sack an als auch einen Fumble von Quarterback Tua Tagovailoa erzwingen. Auch bei der 6:9-Niederlage gegen die Jacksonville Jaguars konnte er einen Fumble erzwingen. Da die Bills in dieser Saison mit 11 Siegen erneut die AFC East gewinnen konnten, qualifizierten sie sich für die Playoffs. Dort trafen sie in der Wildcard-Runde auf die New England Patriots. Bei dem Spiel konnte Hughes einen Sack an Mac Jones verzeichnen, letzten Endes gewannen die Bills das Spiel mit 47:17. In der nächsten Runde unterlagen sie allerdings, wie bereits im Jahr zuvor, den Kansas City Chiefs, diesmal mit 36:42. Nach der Saison endete sein Vertrag bei den Bills nach neun Saisons und er wurde ein Free Agent. Mit insgesamt 53 Sacks für die Bills kann er die viertmeisten in der Geschichte des Franchises verzeichnen.

### Houston Texans
Am 11. Mai 2022 wurde Hughes von den Houston Texans unter Vertrag genommen. Auch in Houston wurde er auf Anhieb zum Stammspieler. Direkt bei seinem Debüt am 1. Spieltag der Saison 2022, einem 20:20-Unentschieden gegen die Indianapolis Colts, konnte er zwei Sacks verzeichnen sowie eine Interception von Quarterback Matt Ryan fangen. Es war erst die zweite Interception seiner Karriere. Zwei Spiele später, bei der 20:23-Niederlage gegen die Chicago Bears, konnte er erneut zwei Sacks verzeichnen, diesmal an Quarterback Justin Fields. Auch bei der 17:29-Niederlage gegen die Philadelphia Eagles am 9. Spieltag gelangen ihm zwei Sacks. In der zweiten Saisonhälfte konnte er allerdings nicht mehr an diese guten Statistiken anknüpfen, sodass er die Saison mit insgesamt neun Sacks beendete.
Zur Saison 2023 drafteten die Texans mit Will Anderson einen neuen Spieler auf der Position des Defensive Ends, der auf Anhieb zum Stammspieler seiner Mannschaft wurde. Insofern wurde Hughes nur noch als Backup hinter Anderson und Jonathan Greenard eingesetzt, in den letzten beiden Saisonspielen kam er noch als Starter zum Einsatz. Folglich konnte er statistisch nicht mehr an seine vorherigen Jahre anknüpfen. Nachdem sein Vertrag bei den Texans ursprünglich ausgelaufen war, verlängerte er im Juli 2024 seinen Vertrag für die kommende Spielzeit, jedoch nach wie vor nur als Backup. In der Saison 2024 wurde Hughes allerdings durch Verletzungen ausgebremst, so verpasste er unter anderem mehrere Spiele aufgrund einer Hüftverletzung, und kam so nur auf sieben Einsätze. Nach Ende der Saison 2024 wurde Hughes erneut ein Free Agent.

## Karrierestatistiken
| Legende | Legende            |
| ------- | ------------------ |
| Fett    | Karrierehöchstwert |

### Regular Season
| Saison                             | Team             | Spiele | Spiele  | Tackles | Tackles | Tackles | Tackles | Interceptions | Interceptions | Interceptions | Interceptions | Interceptions | Interceptions | Fumbles | Fumbles | Fumbles |
| Saison                             | Team             | Gesamt | Starter | Gesamt  | Solo    | Assist  | Sack    | PD            | Int           | Yards         | Avg           | Lang          | TD            | FF      | FR      | TD      |
| ---------------------------------- | ---------------- | ------ | ------- | ------- | ------- | ------- | ------- | ------------- | ------------- | ------------- | ------------- | ------------- | ------------- | ------- | ------- | ------- |
| 2010                               | Colts            | 12     | 0       | 6       | 6       | 0       | 0,0     | 0             | 0             | 0             | 0,0           | 0             | 0             | 0       | 0       | 0       |
| 2011                               | Colts            | 12     | 1       | 15      | 6       | 9       | 1,0     | 0             | 0             | 0             | 0,0           | 0             | 0             | 0       | 0       | 0       |
| 2012                               | Colts            | 16     | 6       | 41      | 29      | 12      | 4,0     | 1             | 0             | 0             | 0,0           | 0             | 0             | 0       | 0       | 0       |
| 2013                               | Bills            | 16     | 1       | 46      | 32      | 14      | 10,0    | 2             | 0             | 0             | 0,0           | 0             | 0             | 2       | 0       | 0       |
| 2014                               | Bills            | 16     | 16      | 53      | 36      | 17      | 10,0    | 0             | 0             | 0             | 0,0           | 0             | 0             | 3       | 1       | 1       |
| 2015                               | Bills            | 16     | 16      | 52      | 37      | 15      | 5,0     | 4             | 0             | 0             | 0,0           | 0             | 0             | 2       | 1       | 0       |
| 2016                               | Bills            | 16     | 15      | 48      | 31      | 17      | 6,0     | 3             | 0             | 0             | 0,0           | 0             | 0             | 1       | 0       | 0       |
| 2017                               | Bills            | 16     | 16      | 44      | 28      | 16      | 5,0     | 0             | 0             | 0             | 0,0           | 0             | 0             | 1       | 0       | 0       |
| 2018                               | Bills            | 16     | 16      | 37      | 30      | 7       | 7,0     | 1             | 0             | 0             | 0,0           | 0             | 0             | 3       | 0       | 0       |
| 2019                               | Bills            | 16     | 16      | 23      | 14      | 9       | 4,5     | 3             | 0             | 0             | 0,0           | 0             | 0             | 0       | 1       | 0       |
| 2020                               | Bills            | 15     | 15      | 29      | 19      | 10      | 4,5     | 3             | 1             | −3            | −3,0          | −3            | 0             | 2       | 2       | 1       |
| 2021                               | Bills            | 17     | 16      | 18      | 8       | 10      | 2,0     | 3             | 0             | 0             | 0,0           | 0             | 0             | 2       | 0       | 0       |
| 2022                               | Texans           | 17     | 16      | 35      | 21      | 14      | 9,0     | 1             | 1             | 14            | 14,0          | 14            | 0             | 2       | 0       | 0       |
| 2023                               | Texans           | 17     | 2       | 32      | 23      | 9       | 3,0     | 0             | 0             | 0             | 0,0           | 0             | 0             | 1       | 0       | 0       |
| 2024                               | Texans           | 7      | 0       | 5       | 3       | 2       | 0,0     | 0             | 0             | 0             | 0,0           | 0             | 0             | 0       | 0       | 0       |
| Gesamte Karriere                   | Gesamte Karriere | 225    | 152     | 484     | 323     | 161     | 70,0    | 21            | 2             | 11            | 5,5           | 14            | 0             | 19      | 5       | 2       |
| Quelle: pro-football-reference.com |                  |        |         |         |         |         |         |               |               |               |               |               |               |         |         |         |

### Postseason
| Saison                             | Team             | Spiele | Spiele  | Tackles | Tackles | Tackles | Tackles | Interceptions | Interceptions | Interceptions | Interceptions | Interceptions | Interceptions | Fumbles | Fumbles | Fumbles |
| Saison                             | Team             | Gesamt | Starter | Gesamt  | Solo    | Assist  | Sack    | PD            | Int           | Yards         | Avg           | Lang          | TD            | FF      | FR      | TD      |
| ---------------------------------- | ---------------- | ------ | ------- | ------- | ------- | ------- | ------- | ------------- | ------------- | ------------- | ------------- | ------------- | ------------- | ------- | ------- | ------- |
| 2010                               | Colts            | 1      | 0       | 0       | 0       | 0       | 0,0     | 0             | 0             | 0             | 0,0           | 0             | 0             | 0       | 0       | 0       |
| 2012                               | Colts            | 1      | 0       | 1       | 1       | 0       | 0,0     | 0             | 0             | 0             | 0,0           | 0             | 0             | 0       | 0       | 0       |
| 2017                               | Bills            | 1      | 1       | 3       | 1       | 2       | 0,0     | 0             | 0             | 0             | 0,0           | 0             | 0             | 0       | 0       | 0       |
| 2019                               | Bills            | 1      | 1       | 4       | 3       | 1       | 3,0     | 0             | 0             | 0             | 0,0           | 0             | 0             | 0       | 0       | 0       |
| 2020                               | Bills            | 3      | 3       | 6       | 5       | 1       | 3,0     | 0             | 0             | 0             | 0,0           | 0             | 0             | 0       | 0       | 0       |
| 2021                               | Bills            | 2      | 2       | 1       | 1       | 0       | 1,0     | 0             | 0             | 0             | 0,0           | 0             | 0             | 0       | 0       | 0       |
| Gesamte Karriere                   | Gesamte Karriere | 9      | 7       | 15      | 11      | 4       | 7,0     | 0             | 0             | 0             | 0,0           | 0             | 0             | 0       | 0       | 0       |
| Quelle: pro-football-reference.com |                  |        |         |         |         |         |         |               |               |               |               |               |               |         |         |         |